# ラトゥナプラ県
ラトゥナプラ県（ラトゥナプラけん、シンハラ語: රත්නපුර දිස්ත්‍රික්කය、タミル語: இரத்தினபுரி மாவட்டம்、英語: Ratnapura District）は、スリランカ中央高地の南西サバラガムワ州に属する県。スリランカの宝石採掘の中心地であり、南の平野部と東の丘陵地帯とを繋ぐ交通の拠点でもある。スリランカの著名な宝石商の多くがこの地域で商売を営んでおり、町では日々活発な取引がなされている。ラトゥナプラは聖なる山アダムスピークに向かうルートの一つであり、また周囲にはシンハラジャ森林保護区やウダ・ワラウェ国立公園が存在している。

## 地理
ラトゥナプラ県はスリランカ南西部の内陸サバラガムワ州に位置している。その県域は多くの県に面しており、北で同じくサバラガムワ州のケーガッラ県と中部州のヌワラ・エリヤ県、北西で西部州のコロンボ県、西でカルタラ県、南西で南部州のゴール県、南でマータラ県、南東でハンバントタ県、東でウバ州のモナラーガラ県、北東でバドゥッラ県と接する。

### 主要な都市及び町
- ラトゥナプラ - Municipal Council
- バランゴダ（英語版） - Urban Council
- エンビリピティヤ（英語版） - Urban Council

### 行政区域

ラトゥナプラ県の行政区域

ラトゥナプラ県は以下の17のDS地区から構成されている。
1. Eheliyagoda
2. Kuruwita
3. Kiriella
4. ラトゥナプラ
5. Elapatha
6. Ayagama
7. Imbulpe
8. Opanayaka
9. Pelmadulla
10. Nivithigala
11. Kalawana
12. Rakwana
13. バランゴダ
14. Weligepola
15. Godakawela
16. Kahawaththa
17. エンビリピティヤ
18. Kolonna